# Chebdy
Chebdy (także spotykane pod nazwą Cheb, kasz. Jezoro Chéb) – przepływowe jezioro rynnowe położone w Borach Tucholskich, na obszarze Kaszub Południowych, w powiecie kościerskim województwa pomorskiego i na obszarze Wdzydzkiego Parku Krajobrazowego. Powierzchnia całkowita jeziora wynosi 35 ha. Cheb jest jeziorem rynnowym połączonym na wschodzie z jeziorem Słupino. Południowo-wschodnie brzegi jeziora planuje się objąć rezerwatem przyrody „Brzeg Jeziora Cheb”.